# Tập mờ
Các tập mờ hay tập hợp mờ (tiếng Anh: Fuzzy set) là một mở rộng của lý thuyết tập hợp cổ điển và được dùng trong lôgic mờ. Trong lý thuyết tập hợp cổ điển, quan hệ thành viên của các phần tử trong một tập hợp được đánh giá theo kiểu nhị phân theo một điều kiện rõ ràng — một phần tử hoặc thuộc hoặc không thuộc về tập hợp. Ngược lại, lý thuyết tập mờ cho phép đánh giá từ từ về quan hệ thành viên giữa một phần tử và một tập hợp; quan hệ này được mô tả bằng một hàm liên thuộc (membership function) {\displaystyle \mu \ \to [0,1]}. Các tập mờ được coi là một mở rộng của lý thuyết tập hợp cổ điển là vì, với một universe nhất định, một hàm liên thuộc có thể giữ vai trò của một hàm đặc trưng (indicator function) ánh xạ mỗi phần tử tới một giá trị 0 hoặc 1 như trong khái niệm cổ điển.

## Định nghĩa
Một tập mờ A trên một không gian nền{\displaystyle \mathrm {X} } được định nghĩa như sau:
Hàm thuộc {\displaystyle \mu _{A}(x)} lượng hóa mức độ mà các phần tử {\displaystyle x} thuộc về tập cơ sở {\displaystyle \mathrm {X} }. Nếu hàm cho kết quả 0 đối với một phần tử thì phần tử đó không có trong tập đã cho, kết quả 1 mô tả một thành viên toàn phần của tập hợp. Các giá trị trong khoảng mở từ 0 đến 1 đặc trưng cho các thành viên mờ.
Hàm liên thuộc {\displaystyle \mu _{A}(x)} thỏa mãn các điều kiện sau

## Ứng dụng
Tập mờ B, liệt kê theo ký hiệu mờ chuẩn là B = {0.3/3, 0.7/4, 1/5, 0.4/6}, có nghĩa rằng giá trị của hàm liên thuộc cho phần tử 3 là 0,3, cho phần tử 4 là 0,7, v.v... Lưu ý rằng các giá trị với độ liên thuộc bằng 0 không được liệt kê trong biểu diễn tập hợp. Ký hiệu chuẩn cho độ liên thuộc của phần tử 6 trong tập B là μB(6) = 0,4.

### Lôgic mờ
Là một mở rộng của lôgic đa trị (multi-valued logic), các hàm ({\displaystyle \mu :{\mathit {V}}_{o}\to {\mathit {W}}}) ánh xạ các biến mệnh đề ({\displaystyle {\mathit {V}}_{o}}) vào một tập các độ liên thuộc ({\displaystyle {\mathit {W}}}) có thể được xem là các hàm liên thuộc ánh xạ các mệnh đề lôgic bậc một vào các tập mờ (hay nói một cách chính thức hơn, ánh xạ vào một tập có thứ tự bao gồm các cặp mờ, gọi là quan hệ mờ). Với cách tính giá trị này, lôgic đa trị có thể được mở rộng để tính đến các tiền đề mờ mà từ đó có thể rút ra các kết luận được đánh giá.
Mở rộng này đôi khi được gọi là "lôgic mờ nghĩa hẹp" (fuzzy logic in the narrow sense) để đối với "lôgic mờ nghĩa rộng" (fuzzy logic in the wider sense) xuất phát từ các lĩnh vực kỹ thuật về điều khiển tự động và kỹ nghệ tri thức, và là loại lôgic bao hàm nhiều chủ đề có liên quan đến tập mờ và lập luận xấp xỉ (approximated reasoning).
Các ứng dụng công nghiệp của tập mờ trong ngữ cảnh của "lôgic mờ nghĩa rộng" được nói đến trong bài lôgic mờ.

### Số mờ
Xem bài chính Số mờ.
Một số mờ là một tập mờ lồi được chuẩn hóa
{\displaystyle {\tilde {\mathit {A}}}\subseteq \mathbb {R} }
hàm liên thuộc của hàm này có tính chất liên tục ít nhất tại từng đoạn, và hàm có giá trị {\displaystyle \mu _{A}(x)=1} tại đúng một phần tử.

### Khoảng mờ
Khoảng mờ (fuzzy interval) là một tập không chắc chắn {\displaystyle {\tilde {\mathit {A}}}\subseteq \mathbb {R} } với một khoảng trung bình (mean interval) mà các phần tử của nó có giá trị hàm liên thuộc {\displaystyle \mu _{A}(x)=1}. Cũng như đối với các số mờ, hàm liên thuộc phải có tính chất lồi, chuẩn hóa, và có tính liên tục ít nhất trên từng đoạn.